# Fuirena stricta
Fuirena stricta är en halvgräsart som beskrevs av Ernst Gottlieb von Steudel. Fuirena stricta ingår i släktet Fuirena och familjen halvgräs.

## Underarter
Arten delas in i följande underarter:
- F. s. chlorocarpa
- F. s. stricta